# Cortes de Aragón
Las Cortes de Aragón (en aragonés, Cortz d'Aragón) son el órgano legislativo de Aragón, comunidad autónoma española. Ejercen la potestad legislativa, aprueban sus presupuestos, impulsan y controlan la acción de la Diputación General, y ejercen las demás competencias que les confieren la Constitución española, el Estatuto de Autonomía de Aragón y las demás normas del ordenamiento jurídico.
Las Cortes eligen, de entre sus miembros, a un Presidente, una Mesa y una Diputación Permanente. Están compuestas por 67 diputados.
Su denominación procede de la institución histórica del Reino de Aragón desde su fundación en 1188 hasta comienzos del siglo XVIII, aunque hay constancia de unas primeras Cortes de Aragón celebradas en Borja el 11 de noviembre de 1164, 24 años antes que las Cortes de León, consideradas historiográficamente como las primeras Cortes parlamentarias de Europa. El Decreto de Nueva Planta del 3 de abril de 1711 abolió los Fueros de Aragón haciendo desaparecer tanto el Reino como las Cortes de Aragón. Las Cortes de Aragón se recuperan a finales del siglo XX a través del actual parlamento autonómico de la comunidad autónoma de Aragón.

## Parlamento autonómico
Las modernas Cortes de Aragón se reunieron por primera vez en Calatayud.
En la actualidad, las Cortes de Aragón ejercen la función legislativa de la Comunidad autónoma de Aragón, según se establece en el artículo 12 del Estatuto de Autonomía. También aprueban los presupuestos, impulsan y controlan la acción de la Diputación General de Aragón y ejercen las demás competencias que les confieren la Constitución, el Estatuto y las demás normas del ordenamiento jurídico.
Además, designan a los senadores que han de representar a la Comunidad autónoma en el Senado; ejercen la iniciativa legislativa para que las Cortes Generales aprueben una Ley; pueden ejercitar la iniciativa de reforma de la Constitución Española; ratifican los convenios y acuerdos de cooperación en los que la comunidad autónoma de Aragón sea parte; interponen recursos de inconstitucionalidad; eligen al Justicia de Aragón, al auditor general de Aragón y eligen o proponen el nombramiento de cargos en otros organismos: consejeros en el Consejo Asesor de Radio Televisión Española en Aragón, vocales en la Junta Electoral de Aragón o consejeros en las Cajas de Ahorro de la Comunidad.

### Sede

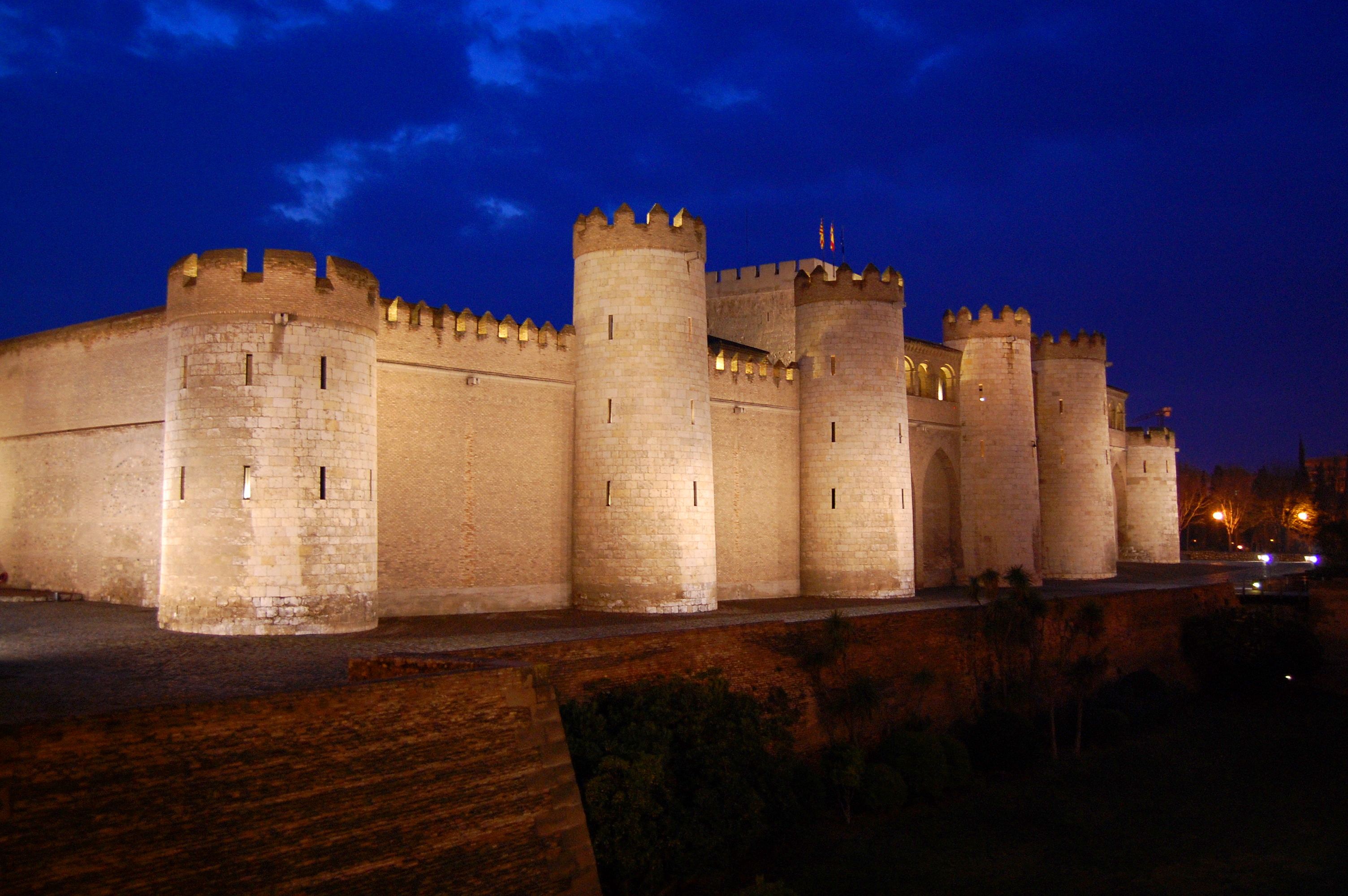
Exterior del Palacio de la Aljafería

Este Palacio, llamado en su tiempo Palacio de la Alegría, fue construido en la segunda mitad del siglo XI por iniciativa de Al-Muqtadir como residencia de los reyes hudíes de Saraqusta y reflejó el esplendor alcanzado por el reino taifa en el periodo de su máximo apogeo político y cultural.
Fue utilizado como residencia regia por Pedro IV de Aragón y posteriormente, en la planta principal, se llevó a cabo la reforma que convirtió parte de sus estancias en palacio de los Reyes Católicos en 1492. En 1593 experimentó otra reforma que lo adecuó como fortaleza militar, primero con diseños renacentistas y más tarde como acuartelamiento de regimientos militares. En los Sitios de Zaragoza sufrió grandes desperfectos. Fue finalmente restaurado en la segunda mitad del siglo XX.
Es Monumento Histórico Artístico desde 1931, y fue catalogado Patrimonio de la Humanidad como uno de los ejemplos de la arquitectura mudéjar de Aragón en 2001.

## Posición estatutaria

### Asignación de escaños
De acuerdo con la Ley 2/1987, de 16 de febrero, Electoral de la Comunidad Autónoma de Aragón las Cortes de Aragón están compuestas por 67 diputados. Estos son elegidos por las tres circunscripciones electorales aragonesas que, a su vez, corresponde con las tres provincias de la comunidad autónoma. Cada una de ellas elige a un número diferente de diputados. El Decreto de convocatoria de elecciones debe especificar el número de Diputados a elegir en cada circunscripción.
Desde los comicios celebrados de 2003, la distribución de escaños se produce de la siguiente forma:
- Provincia de Huesca: 18 diputados.
- Provincia de Teruel: 14 diputados.
- Provincia de Zaragoza: 35 diputados.

### Funciones de la Cámara
Las funciones de las Cortes de Aragón se recogen en el artículo 41 (capítulo primero del título segundo) del Estatuto de Autonomía de Aragón.
1. La elección, de entre sus miembros, del Presidente del Gobierno de Aragón.
2. La elección, nombramiento y cese del Justicia de Aragón, conforme a lo establecido por la ley.
3. La designación de los senadores a que se refiere el artículo 69.5 de la Constitución.
4. El ejercicio de la iniciativa legislativa prevista en el artículo 87.2 de la Constitución.
5. El ejercicio de la iniciativa de reforma de la Constitución.
6. La fijación de las previsiones de índole política, social y económica que, de acuerdo con el artículo 131.2 de la Constitución, haya de suministrar Aragón al Gobierno de España, para la elaboración de los proyectos de planificación.
7. La ratificación de los acuerdos de cooperación a que hace referencia el artículo 145.2 de la Constitución y el conocimiento de los convenios de gestión y prestación de servicios en los términos previstos en el artículo 91.2 de Estatuto.
8. La aprobación del programa del Gobierno de Aragón.
9. El examen y la aprobación de sus cuentas y de las cuentas de Aragón, sin perjuicio del control que corresponda a la Cámara de Cuentas de Aragón o, en su caso, al Tribunal de Cuentas.
10. La interposición del recurso de inconstitucionalidad y la personación ante el Tribunal Constitucional en los conflictos de competencias.
11. La aprobación de los planes generales relativos al desarrollo económico de Aragón.
12. La recepción de la información que proporcionará el Gobierno de España sobre tratados internacionales y proyectos de legislación aduanera, en cuanto se refieran a materias de particular interés para Aragón.
13. El ejercicio de la potestad tributaria y la autorización del recurso al crédito.
14. El control de los medios de comunicación social cuya titularidad corresponda a Aragón.
15. El control del uso de la delegación legislativa a que hace referencia el artículo 43, sin perjuicio del control por los tribunales.
16. La convalidación de los decretos-leyes a que hace referencia el artículo 44.
17. Cualesquiera otras que le atribuyan la Constitución, el Estatuto o el resto del ordenamiento jurídico.

## Presidencia de las Cortes de Aragón
| Legislatura      | Presidente/a          | Presidente/a                    | Partido      | Inicio de mandato        | Fin de mandato           | Circunscripción |
| ---------------- | --------------------- | ------------------------------- | ------------ | ------------------------ | ------------------------ | --------------- |
| I legislatura    |                       | Antonio Embid Irujo             | PSOE-Aragón  | 20 de mayo de 1983       | 6 de julio de 1987       | Zaragoza        |
| II legislatura   |                       | Juan Bautista Monserrat Mesanza | CDS          | 6 de julio de 1987       | 20 de junio de 1991      | Zaragoza        |
| III legislatura  |                       | Ángel Cristóbal Montes          | PP de Aragón | 20 de junio de 1991      | 26 de junio de 1995      | Zaragoza        |
| IV legislatura   |                       | Emilio Eiroa García             | PAR          | 26 de junio de 1995      | 7 de julio de 1999       | Zaragoza        |
| V legislatura    | José María Mur Bernad | 7 de julio de 1999              | PAR          | 20 de junio de 2003      | Zaragoza                 |                 |
| VI legislatura   |                       | Francisco Pina Cuenca           | PSOE-Aragón  | 20 de junio de 2003      | 21 de junio de 2007      | Huesca          |
| VII legislatura  | 21 de junio de 2007   | Francisco Pina Cuenca           | PSOE-Aragón  | 21 de junio de 2011      |                          | Huesca          |
| VIII legislatura |                       | José Ángel Biel Rivera          | PAR          | 21 de junio de 2011      | 18 de junio de 2015      | Teruel          |
| IX legislatura   |                       | Antonio José Cosculluela Bergua | PSOE-Aragón  | 18 de junio de 2015      | 15 de septiembre de 2016 | Huesca          |
| IX legislatura   |                       | Violeta Barba Borderías         | Podemos      | 15 de septiembre de 2016 | 20 de junio de 2019      | Zaragoza        |
| X legislatura    |                       | José Javier Sada Beltrán        | PSOE-Aragón  | 20 de junio de 2019      | 23 de junio de 2023      | Zaragoza        |
| XI Legislatura   |                       | Marta Fernández Martín          | Vox          | 23 de junio de 2023      | En el cargo              | Zaragoza        |

## Composición de las Cortes en la XI legislatura

### Resultado electoral
En las elecciones a las Cortes de Aragón de 2023, celebradas el domingo 28 de mayo, el Partido Popular de Aragón ganó las elecciones, quedando el Partido de los Socialistas de Aragón en segundo lugar, Vox en tercer lugar, la Chunta Aragonesista en cuarto lugar, Aragón Existe en quinto lugar, Podemos-Alianza Verde en sexto lugar, Izquierda Unida de Aragón en séptimo lugar y el Partido Aragonés en octavo lugar. El dato más destacable de la jornada electoral fue la irrupción de Aragón Existe con 3 diputados. De este modo, los resultados en las elecciones fueron los siguientes:
| Elecciones a las Cortes de Aragón de 2023 |                   |         |         |           |             |
| Partido político                          | Candidato         | Votos   | Votos   | Diputados | Diputados   |
| Partido Popular de Aragón                 | Jorge Azcón       | 237 817 | 35,50 % | 28        | 12          |
| Partido de los Socialistas de Aragón      | Javier Lambán     | 197 919 | 29,55 % | 23        | 1           |
| Vox                                       | Alejandro Nolasco | 75 349  | 11,24 % | 7         | 4           |
| Chunta Aragonesista                       | José Luis Soro    | 34 163  | 5,10 %  | 3         | Sin cambios |
| Aragón Existe-Coalición Existe            | Tomás Guitarte    | 33 190  | 4,95 %  | 3         | 3           |
| Podemos-Alianza Verde                     | Maru Díaz         | 26 923  | 4,01 %  | 1         | 4           |
| Izquierda Unida de Aragón                 | Álvaro Sanz       | 20 959  | 3,13 %  | 1         | Sin cambios |
| Partido Aragonés                          | Alberto Izquierdo | 13 988  | 2,08 %  | 1         | 2           |
| Fuente: Junta Electoral de Aragón         |                   |         |         |           |             |

### Órganos de las Cortes

#### Mesa
| Cargo                  | Titular                 | Partido     |
| ---------------------- | ----------------------- | ----------- |
| Presidenta             | Marta Fernández Martín  | Vox         |
| Vicepresidenta primera | Ramón Celma Escuín      | PP-Aragón   |
| Vicepresidenta segunda | Elisa Sancho Rodellar   | PSOE-Aragón |
| Secretario primero     | Gerardo Oliván Bellosta | PP-Aragón   |
| Secretario segundo     | Carlos Pérez Anadón     | PSOE-Aragón |

#### Grupos parlamentarios
| Grupo parlamentario      | Grupo parlamentario  | Integrantes                                                        | Portavoz                                      | Liderazgo                                     | Escaños |
| ------------------------ | -------------------- | ------------------------------------------------------------------ | --------------------------------------------- | --------------------------------------------- | ------- |
|                          | Popular              | Partido Popular de Aragón                                          | Fernando Ledesma Gelas                        | Jorge Azcón                                   | 28      |
|                          | Socialista           | Partido de los Socialistas de Aragón                               | Fernando Sabés                                | Pilar Alegría                                 | 23      |
|                          | Vox en Aragón        | Vox                                                                | Alejandro Nolasco                             | Alejandro Nolasco                             | 7       |
|                          | Chunta Aragonesista  | Chunta Aragonesista                                                | José Luis Soro                                | Joaquín Palacín                               | 3       |
|                          | Aragón-Teruel Existe | Aragón-Teruel Existe                                               | Tomás Guitarte                                | Tomás Guitarte                                | 3       |
|                          | Mixto                | Podemos Aragón: 1 Partido Aragonés: 1 Izquierda Unida de Aragón: 1 | Andoni Corrales Alberto Izquierdo Álvaro Sanz | Andoni Corrales Alberto Izquierdo Álvaro Sanz | 3       |
| Fuente: Cortes de Aragón |                      |                                                                    |                                               |                                               |         |

#### Junta de Portavoces
| Cargo                     | Cargo                                | Titular                    | Lista         |
| ------------------------- | ------------------------------------ | -------------------------- | ------------- |
| Presidenta                | Presidenta                           | Marta Fernández Martín     | Vox           |
| Vicepresidente primero    | Vicepresidente primero               | Ramón Celma Escuín         | PP-Aragón     |
| Vicepresidenta segunda    | Vicepresidenta segunda               | Elisa Sancho Rodellar      | PSOE-Aragón   |
| Secretario primero        | Secretario primero                   | Gerardo Oliván Bellosta    | PP-Aragón     |
| Secretario segundo        | Secretario segundo                   | Carlos Pérez Anadón        | PSOE-Aragón   |
| Portavoces titulares      |                                      |                            |               |
|                           | Portavoz del GP Popular              | Fernando Ledesma Gelás     | PP-Aragón     |
|                           | Portavoz del GP Socialista           | Fernando Sabés Turmo       | PSOE-Aragón   |
|                           | Portavoz del GP Vox en Aragón        | Alejandro Nolasco Asensio  | Vox           |
|                           | Portavoz del GP Chunta Aragonesista  | José Luis Soro Domingo     | CHA           |
|                           | Portavoz del GP Aragón-Teruel Existe | Tomás José Guitarte Gimeno | Aragón Existe |
|                           | Portavoces adjuntos del GP Mixto     | Andoni Corrales Palacio    | Podemos       |
| Alberto Izquierdo Vicente | Portavoces adjuntos del GP Mixto     | PAR                        |               |
| Álvaro Sanz Remón         | Portavoces adjuntos del GP Mixto     | IU-A                       |               |
| Fuente: Cortes de Aragón  |                                      |                            |               |

#### Comisiones
Las comisiones, salvo precepto en contrario, están integradas por los miembros que designen los grupos parlamentarios en el número que fije la Mesa de las Cortes, de acuerdo con la Junta de Portavoces, que será proporcional a la importancia numérica de cada formación en la Cámara. Todos los grupos parlamentarios tendrán derecho a contar, como mínimo, con un representante en cada Comisión. En esta XI Legislatura, según la representación de cada grupo fijada por Acuerdo de la Mesa y la Junta de Portavoces de 4 de septiembre de 2023, la distribución es la siguiente: 8 diputados del PP de Aragón, 6 del PSOE-Aragón, 2 de Vox, 1 diputado de CHA, 1 diputado de Aragón-Teruel Existe y 1 diputado del grupo Mixto (Podemos Aragón,  PAR e IU-A).
| Comisiones de las Cortes de Aragón                        |                              |       |              |
| Comisión                                                  | Presidencia                  | Grupo | Grupo        |
| Comisiones permanentes                                    |                              |       |              |
| Reglamento y Estatuto de los Diputados                    | Marta Fernández Martín       |       | Vox          |
| Institucional y de Desarrollo Estatutario                 | María Navarro Viscasillas    |       | PP de Aragón |
| Comparecencias Ciudadanas y Derechos Humanos              | Antonio Romero Santolaria    |       | PP de Aragón |
| Empleo, Ciencia y Universidades                           | Luis José Arrechea Silvestre |       | PP de Aragón |
| Hacienda, Presupuestos, Interior y Administración Pública | Beatriz Sánchez Garcés       |       | PSOE-Aragón  |
| Fomento, Vivienda, Logística y Cohesión Territorial       | José Pedro Sierra Cebollero  |       | PP de Aragón |
| Agricultura, Ganadería y Alimentación                     | Fermín Civiac Llop           |       | Vox          |
| Medio Ambiente y Turismo                                  | Jesús Fuertes Jarque         |       | PP de Aragón |
| Educación, Cultura y Deporte                              | Silvia Casas Foz             |       | PP de Aragón |
| Sanidad                                                   | Juan Carlos Gracia Suso      |       | PP de Aragón |
| Bienestar Social y Familia                                | Ana Marín Pérez              |       | PP de Aragón |

## Reparto de diputados desde el período autonómico (1983-2023)
|                        | PP         | -  | -  | 17 | 27 | 28 | 22 | 23 | 30 | 21 | 16 | 28 |
|                        | PSOE       | 33 | 27 | 30 | 19 | 23 | 27 | 30 | 22 | 18 | 24 | 23 |
|                        | Vox        | -  | -  | -  | -  | -  | -  | -  | -  | 3  | 7  | 7  |
|                        | CHA        | -  | -  | 2  | 5b | 9  | 4  | 4  | 2  | 3  | 3  | 3  |
|                        | ¡TE!       | -  | -  | -  | -  | -  | -  | -  | -  | -  | -  | 3  |
|                        | Podemos    | -  | -  | -  | -  | -  | -  | -  | -  | 14 | 5  | 1  |
|                        | PAR        | 13 | 19 | 17 | 14 | 10 | 8  | 9  | 7  | 6  | 3  | 1  |
|                        | IU         | -  | 2  | 3  | 5  | 1  | 1  | 1  | 4  | 1  | 1  | 1  |
|                        | Ciudadanos | -  | -  | -  | -  | -  | -  | -  | 0  | 5  | 12 | 0  |
|                        | AP         | -  | 18 | -  | -  | -  | -  | -  | -  | -  | -  | -  |
|                        | CDS        | 1  | 6  | -  | -  | -  | -  | -  | -  | -  | -  | -  |
|                        | AP-PDP-UL  | 18 | -  | -  | -  | -  | -  | -  | -  | -  | -  | -  |
|                        | PCE        | 1  | -  | -  | -  | -  | -  | -  | -  | -  | -  | -  |
| Total                  | Total      | 67 | 67 | 67 | 67 | 67 | 67 | 67 | 67 | 67 | 67 | 66 |
| Notas: bUA-CHA en 1987 |            |    |    |    |    |    |    |    |    |    |    |    |

## Senadores designados por las Cortes de Aragón
Una de las funciones que desempeñan las Cortes de Aragón es la designación de los senadores que deben representar a Aragón, conforme a lo previsto en la Constitución y en la forma que determine la Ley de Designación de Senadores en representación de Aragón.
La designación de los senadores aragoneses se produjo el día 9 de septiembre de 2023 en las Cortes de Aragón. El resultado de la votación fue el siguiente: el representante del PP de Argón obtuvo 28 votos del PP de Aragón y la del PSOE 24 votos: 23 del PSOE-Aragón y 1 del PAR. El resto de fuerzas políticas se abstuvieron. Por lo tanto, la lista de senadores designados por las Cortes de Aragón quedó de la siguiente forma:
| Partido | Partido | Senadores                  | Fecha inicio            |
| ------- | ------- | -------------------------- | ----------------------- |
|         | PP      | Eloy Suárez Lamata         | 9 de septiembre de 2023 |
|         | PSOE    | María Teresa Pérez Esteban | 28 de marzo de 2025     |